# Samantha Barks
Samantha Jane Barks, född 2 oktober 1990 i Laxey, Isle of Man, är en brittisk skådespelare.

## Biografi
Barks växte upp i Laxey, Isle of Man, studerade i grundskolan Lazey och St Ninian's High School, innan hon flyttade till London för att studera vid The Arts Educational Schools i Chiswick. Hon studerade också balett i tre år.
Under 2008 tävlade Barks i I'd Do Anything för att få spela karaktären Nancy, i en West End-uppsättning av musikalen Oliver!. Hon nådde finalen, där hon slutade trea.
Hon spelade i flera West End-produktioner som Cabaret och Les Miserables, för vilken hon fick många lovord och senare kallades att reprisera rollen som Éponine i filmversionen. Filmen fick god kritik och även Barks prestation uppmärksammades.

## Filmografi
| År   | Titel                | Roll          | Anmärkningar |
| ---- | -------------------- | ------------- | --- |
| 2012 | Les Misérables       | Éponine       | Elle Style Award for Best Breakthrough Performance Hollywood Film Festival Hollywood Spotlight Award National Board of Review Award for Best Cast Satellite Award for Best Cast – Motion Picture Washington D.C. Area Film Critics Association Award for Best Ensemble Nominerad—Screen Actors Guild Award for Outstanding Performance by a Cast in a Motion Picture Nominerad—Alliance of Women Film Journalists Award for Best Breakthrough Performance Nominerad—Broadcast Film Critics Association Award for Best Acting Ensemble Nominerad—Chicago Film Critics Association Award for Most Promising Performer Nominerad—London Film Critics Circle Award for Young British Performer of the Year Nominerad—San Diego Film Critics Society Award for Best Supporting Actress Nominerad—San Diego Film Critics Society Award for Best Performance by an Ensemble Nominerad—Satellite Award for Best Supporting Actress – Motion Picture Nominerad—Washington D.C. Area Film Critics Association Award for Best Supporting Actress |
| 2013 | The Christmas Candle | Emily Barstow | |
| 2014 | Dracula Untold       | Baba-Jaga     | |

| År   | Titel           | Roll     | Noter                                             |
| ---- | --------------- | -------- | ------------------------------------------------- |
| 2008 | I'd Do Anything | Samantha | Andrew Lloyd Webber BBC Competition, tredje plats |
| 2012 | Groove High     | Zoe      |                                                   |

| År      | Titel                                    | Roll         | Noter |
| ------- | ---------------------------------------- | ------------ | ----- |
| 2008–09 | Cabaret                                  | Sally Bowles |       |
| 2009–10 | Aladdin                                  | Aladdin      |       |
| 2010–11 | Les Miserables                           | Éponine      |       |
| 2010    | Les Misérables: 25th Anniversary Concert | Éponine      |       |
| 2011–13 | Oliver!                                  | Nancy        |       |